# Cosges
Cosges ist eine französische Gemeinde mit 356 Einwohnern (Stand 1. Januar 2022) im Département Jura  in der Region Bourgogne-Franche-Comté. Sie gehört zum Arrondissement Lons-le-Saunier und zum Kanton Bletterans.

## Geografie
Cosges grenzt  im Norden an Chapelle-Voland, im Osten an Nance, im Süden an Villevieux und Frangy-en-Bresse (Gemeinde im Département Saône-et-Loire), im Westen an Le Tartre (Département Saône-et-Loire) und im Nordwesten an Bosjean (Département Saône-et-Loire).
Die Fernstraße D970 verbindet Cosges mit Bletterans im Osten und Sens-sur-Seille im Westen. Im Nordosten der Gemeindegemarkung liegt der See Étang Malatreux. Südlich der Départementsstraße fließt die Seille.

## Geschichte
1790–94 fusionierte Cosges mit der bisherigen Gemeinde Bourgeaux.

## Weblinks

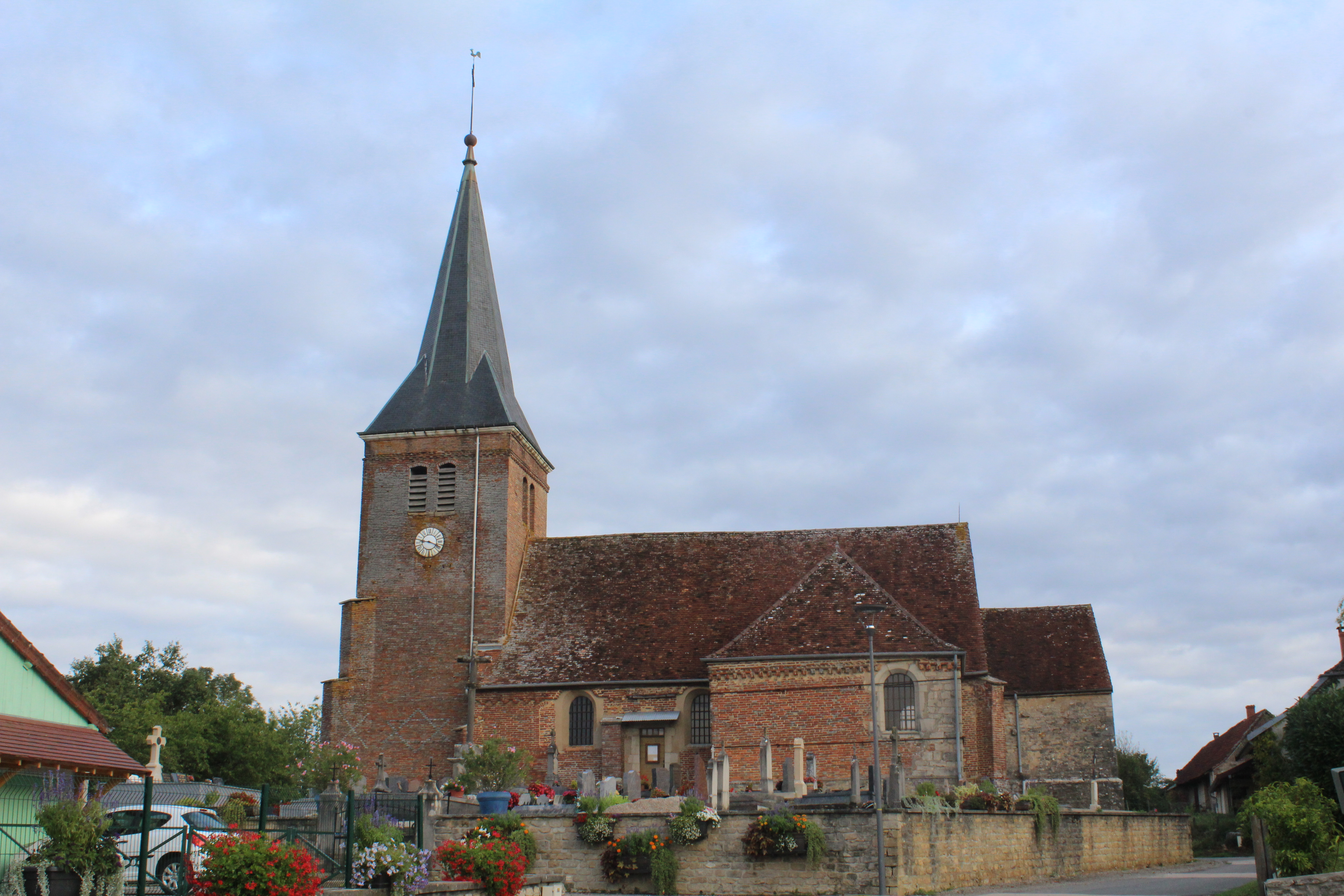
Kirche Saint-Pierre-ès-Liens

### Bevölkerungsentwicklung
| Jahr                       | 1962 | 1968 | 1975 | 1982 | 1990 | 1999 | 2009 | 2017 |
| -------------------------- | ---- | ---- | ---- | ---- | ---- | ---- | ---- | ---- |
| Einwohner                  | 340  | 282  | 283  | 282  | 292  | 301  | 322  | 364  |
| Quellen: Cassini und INSEE |      |      |      |      |      |      |      |      |